# Närmare, Gud, till dig
Närmare, Gud, till dig, i original "Nearer, My God, to Thee". Psalm av Sarah Flower Adams, tryckt 1841 och översatt till svenska flera gånger. Texten bygger på 1 Moseboken kapitel 28:11-19. Den översättning som finns i svenska psalmboken är utförd av Emanuel Linderholm och utgiven 1912 som "Titanics dödshymn". Enligt spridda uppgifter var psalmen en av de sista som skeppsorkestern på Titanic spelade medan fartyget höll på att gå under. Som lexikonet Psalmernas väg del 2, 2017, sidan 177-78 utrett har historiska undersökningar inte kunnat belägga dessa påståenden , men visat hur uppgifterna rimligtvis uppstått ). Den version som är publicerad i Segertoner är översatt av Jonas Stadling.
Melodin är av Lowell Mason från 1856 (F-dur, 4/4) och samma som till Frälsare, tag min hand och Tack för ditt nådesord.

## Publicerad som
- Nr 233 i Nya Pilgrimssånger 1892 under rubriken "Helgelse".
- Nr 275 i Metodistkyrkans psalmbok 1896 med inledning Närmare, min Gud, till dig under rubriken "Helgelse och tillväxt i nåden"
- Nr 140 i Lilla Psalmisten 1909 under rubriken "Bönesånger".
- Nr 395 i Svenska Missionsförbundets sångbok 1920 under rubriken "Bönesånger".
- Nr 598 i Nya psalmer 1921, tillägget till 1819 års psalmbok under rubriken "Det Kristliga Troslivet: Troslivet hos den enskilda människan: Trons prövning under frestelser och lidanden".
- Nr 226 i Barntoner 1922 under rubriken "Bön- och lovsånger".
- Nr 102 i Fridstoner 1926 under rubriken "Frälsnings- och helgelsesånger".
- Nr 15 i Segertoner 1930
- Nr 509 i Sionstoner 1935 under rubriken "Nådens ordning: Trosliv och helgelse".
- Nr 377 i 1937 års psalmbok under rubriken "Trons prövning under frestelser och lidanden".
- Nr 15 i Segertoner 1960.
- Nr 377 i Psalmer för bruk vid krigsmakten 1961 verserna 1-5.
- Nr 250 i Frälsningsarméns sångbok 1968 under rubriken " Det Kristna Livet - Andakt och bön".
- Nr 271 i Den svenska psalmboken 1986, 1986 års och 2013 års Cecilia-psalmbok, Psalmer och Sånger 1987, Segertoner 1988 och Frälsningsarméns sångbok 1990 under rubriken "Vaksamhet - kamp - prövning".
- Nr 319 i Svensk psalmbok för den evangelisk-lutherska kyrkan i Finland (1986) under rubriken "Bön och förbön"

## Inspelningar
Sången spelades in av Carola Häggkvist på albumet Störst av allt 2005.

## Relaterat
Mikael Wiehe sjunger om psalmens förekomst vid förlisningen i sin sång "Titanic" (Andraklasspassagerarens sista sång).
Psalmen utgör filmmusik i filmen Vingar kring fyren från 1938 med sång på engelska.

### Fotnoter
1. ↑  ”Svensk mediedatabas”. http://smdb.kb.se/catalog/id/002004384. Läst 2 juni 2011.